# Nikolai Wassiljewitsch Rasin
Nikolai Wassiljewitsch Rasin (russisch Николай Васильевич Разин; * 26. Apriljul. / 9. Mai 1904greg. im Dorf Werchnaja Gora, Ujesd Kirillow; † 31. Juli 1983 in Moskau) war ein sowjetischer Wasserbauingenieur.

## Leben
Rasin, Sohn des Harmonika-Meisters Wassili Firsowitsch Rasin, besuchte die Mittelschule im Bürgerkrieg und begann 1921 das Studium in Wologda am Institut für Volksbildung, um nach einem Jahr zum Polytechnischen Institut Petrograd zu wechseln. Da es noch keine speziellen Projektierungseinrichtungen für Staudämme gab, wurden im Institut solche Projektierungen durchgeführt, an denen sich Rasin während des Studiums beteiligte.
Nach dem Abschluss des Studiums 1928 wurde Rasin als Chefingenieur im Kama-Petschora-Kanal-Wasserweg-Büro angestellt. Er beteiligte sich an Projektentwicklungen, an der Begutachtung der Projekte Große Wolga, Großer Dnepr und Wolga-Don und an der Arbeit der Tagung der Akademie der Wissenschaften der UdSSR über die Projekte Wolga-Kaspisches Meer und Altai zur Schaffung von verbindenden Wasserwegen zwischen Weißem Meer, Ostsee, Schwarzem Meer, Asowschem Meer und Kaspischem Meer. Am Ende der 1930er Jahre wurde er Chefingenieur für den Bau des Msta-Wasserkraftwerks in Msta/Bronniza an der Msta bei Nowgorod.
Nach Beginn des Deutsch-Sowjetischen Kriegs arbeitete Rasin für das Volkskommissariat für Verteidigung und baute Verteidigungsanlagen bei Moskau, für die Woronescher Front, die Stalingrader Front und die Brjansker Front. 1943 wurde er in Sergei Schuks Konstruktionsbüro des NKWD für den eiligen Bau eines Wasserkraftwerks im Ural berufen.
Rasin wurde 1949 Chefingenieur für den Bau des Zimljansk-Wasserkraftwerks am Don und 1953 Chefingenieur der Bauorganisation Kuibyschewgidrostroi des Ministeriums für Kraftwerke der UdSSR für den Bau des Kuibyschew-Wasserkraftwerks an der Wolga, das das weltweit größte Wasserkraftwerk wurde. Er richtete ein Büro mit dem Bauleiter Iwan Komsin ein, mit dem er täglich 12 bis 15 Stunden lang auf dem ausgedehnten Baugelände den Fortschritt der Arbeiten kontrollierte. Als ein Schutzdamm brach, konnte er durch die sofortige Mobilisierung von 150 Lastkraftwagen für Materialtransporte innerhalb eines Tages die drohende Überschwemmungskatastrophe abwenden. Er leitete wissenschaftlich-technische Konferenzen für Bauingenieure und Mitarbeiter von Projektierungs- und Forschungsinstituten und ließ monatliche und vierteljährliche Arbeitsberichte veröffentlichen, die auch Verbesserungsvorschläge enthielten.
Ab 1959 war Rasin Chefingenieur des Energie-Hauptprojektierungsinstituts Glawgidroenergostroi und ab 1962 des nach Schuk benannten Hauptingenieurinstituts Hydroprojekt. Er projektierte die Wasserkraftwerksanlagen Krasnojarsk, Nurek, Toktogul, Inguri u. a. Er wurde 1964 zum Doktor der technischen Wissenschaften promoviert und 1968 zum Korrespondierenden Mitglied der Akademie der Wissenschaften der UdSSR gewählt.
Rasin war seit April 1929 mit Sinaida Alexejewna verheiratet, mit der er die Kinder Jekaterina (* 1930), Wladimir (* 1935) und Olga (* 1940) bekam.
Rasin starb am 31. Juli 1983 in Moskau und wurde auf dem Kunzewoer Friedhof begraben.

## Ehrungen, Preise
- Medaille „Für heldenmütige Arbeit im Großen Vaterländischen Krieg 1941–1945“
- Leninorden
- Orden des Roten Banners der Arbeit
- Stalinpreis (1952)[2]
- Held der sozialistischen Arbeit mit Leninorden und Goldmedaille Hammer und Sichel (1958)[3]
- Verdienter Baumeister der RSFSR (1964)